# Dvorana stoljetnice
Narodna dvorana ili Dvorana stoljetnice (poljski: Hala Ludowa ili Hala Stulecia, njemački: Jahrhunderthalle) je povijesna zgrada u poljskom gradu Wrocławu koju je od 1911. – 13. izgradio njemački arhitekt Max Berg. Zbog inovativne uporabe armiranog betona i jedinstvenog monumentalnog izgleda, Dvorana stoljetnice upisana je na UNESCO-ov popis mjesta svjetske baštine u Europi 2006. godine.

## Povijest
U prijestolnici Donje Šleske, Breslau, je 10. ožujka 1813. godine pruski kralj Fridrik Vilim III. u svom proglasu "An Mein Volk" ("Mome narodu") pozvao Pruse i Nijemce na otpor protiv Napoleonove okupacije, što je naposljetku dovelo do Bitke kod Leipziga gdje je Napoleon pobjeđen. Otvorenje Dvorane stoljetnice, na bivšem hipodromskom mjestu, trebalo je proslaviti stogodišnjicu ove bitke, odatle naziv "Dvorana stoljetnice".
Gradske vlasti Breslaua uzalud su očekivale financijsku potporu države i bili su prisiljeni platiti sami izgradnju ove ogromne građevine. Naposljetku je dvorana otvorena 20. svibnja 1913. godine, u nazočnosti prijestolonasljednika Fridrika Vilima Viktora. Do tada je Hans Poelzig uredio okoliš s ogromnim jezerom i fontanom okruženim betonom u oblik elipse, a iza njega se nalazio japanski vrt.
Zgrada je služila u mnoge ceremonijalne i sportske svrhe, a nakon Drugog svjetskog rata, kada je Breslau pripao Poljskoj i postao Wroclaw, Dvorana stoljetnice je, u duhu komunizma, preimenovana u Hala Ludowa ("Narodna dvorana"). God. 1948., ispred dvorane je postavljena skulptura u obliku igle, tzv. "Iglica", visoka 106 metara. Dvorana je korištena za Europsko prvenstvo u košarci 1963. godine, te je renovirana 1997. godine za Europsko prvenstvo u košarci – Poljska 2009. godine.

## Odlike
Max Berg je kupolu dizajnirao po uzoru na kupolu Festhalle u Frankfurtu i izgradio ju je od armiranog betona unutarnjeg promjera 69 metara i 42 metra visine. Tada je bila najveća građevina ove vrste, a simetrične tribine u obliku djeteline su mogle primiti 7,000 ljudi. Sama kupola je visoke 23 metra, a izgrađena je od čelika i stakla. Kada je dovršena, Dvorana stoljetnice je snažno utjecala na razvoj arhitekture od armiranog betona u 20. stoljeću.
Dvorana je izvorna imala orgulje Sauer, koje je izgradio Walcker Orgelbau, a koje su s 15,133 cijevi i 200 papučica tada bile najveće orgulje na svijetu. Dana 24. listopada 1913. godine, Karl Straube je prvi zasvirao na orguljama, i to Uvod, Passacaglia i Fugu za Orgulje br. 127., koju je posebno za ovu prigodu skladao Max Reger.

## Vanjske poveznice
- Službena stranica  Arhivirana inačica izvorne stranice od 14. prosinca 2010. (Wayback Machine) (polj.)
- Dvorana stoljetnice  Arhivirana inačica izvorne stranice od 29. svibnja 2010. (Wayback Machine) (engl.)

### Ostali projekti
|  | Zajednički poslužitelj ima još gradiva o temi Dvorana stoljetnice |